# Thomas Gravesen
Thomas Gravesen (ur. 11 marca 1976 w Vejle) – duński piłkarz, grający na pozycji defensywnego pomocnika.

## Życiorys
Jest wychowankiem Vejle BK. W 1997 roku trafił do Bundesligi i grał w Hamburger SV. W 2000 roku wyjechał do Anglii i przez 5 sezonów grał w Evertonie. W 2005 roku został graczem Realu Madryt, z którym został wicemistrzem Hiszpanii. Reprezentował Danię m.in. na Mistrzostwach Europy 2004 (porażka w ćwierćfinale z Czechami).
30 sierpnia 2006 został piłkarzem Celtic F.C. W Celtiku strzelił swojego pierwszego hat-tricka w karierze w wygranym 3:1 meczu ze St. Mirren F.C. W 2007 roku wywalczył z Celtikiem mistrzostwo Szkocji. W latach 2007–2008 przebywał na wypożyczeniu w Evertonie. 27 stycznia 2009 ogłosił zakończenie kariery.

## Życie prywatne
Gravesen ma dwójkę braci, jego ojciec grał m.in. w Evertonie, Espanyolu i VfL Bochum.